# La Chapelle-aux-Filtzméens
La Chapelle-aux-Filtzméens est une commune française située dans le département d'Ille-et-Vilaine en région Bretagne, siège de la communauté de communes du Pays de la Bretagne romantique. Elle est peuplée de 825 habitants.

## Géographie
La Chapelle-aux-Filtzméens est située dans le département d'Ille-et-Vilaine de la région Bretagne, cette localité se trouve à environ sept kilomètres au nord de Tinténiac et sept kilomètres de la ville de Combourg. La Chapelle-aux-Filtzméens fait partie du canton de Combourg.
La Chapelle-aux-Filtzméens est traversée par le canal d'Ille-et-Rance ainsi que par le Linon.
|                | Meillac                    |          |
| Pleugueneuc    | la Chapelle-aux-Filtzméens | Combourg |
| Saint-Domineuc | Québriac                   |          |

### Hydrographie
Pour un article plus général, voir Réseau hydrographique d'Ille-et-Vilaine.
La commune est située dans le bassin Loire-Bretagne. Elle est drainée par le canal d'Ille et Rance, le Linon, la Donac, le Moulin Neuf,le Tertrais,,.
Le canal d'Ille-et-Rance est un canal, chenal et un cours d'eau naturel navigable, d'une longueur de 84 km, prend sa source dans la commune de Montreuil-sur-Ille et se jette  dans l'Ille à Saint-Grégoire, après avoir traversé 25 communes. 
Le Linon, d'une longueur de 36 km, prend sa source dans la commune de Trémeheuc et se jette  dans la Rance à Évran, après avoir traversé neuf communes. 
La Donac, d'une longueur de 18 km, prend sa source dans la commune de Dingé et se jette  dans le Canal d'Ille-et-Rance  à Pleugueneuc, après avoir traversé sept communes. 

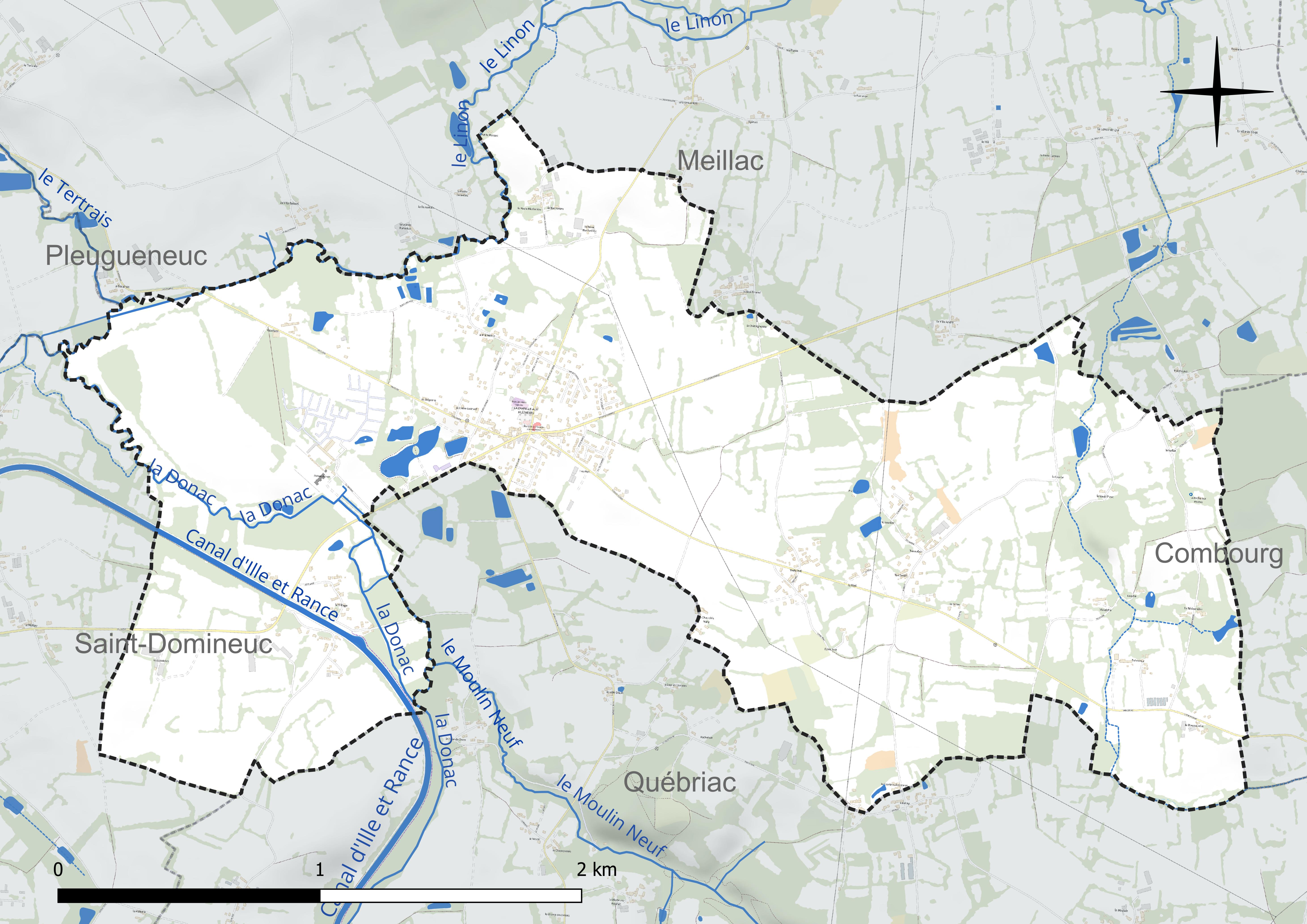
Réseau hydrographique de la La Chapelle-aux-Filtzméens.

### Climat
Pour des articles plus généraux, voir Climat de la Bretagne et Climat d'Ille-et-Vilaine.
En 2010, le climat de la commune est de type climat océanique franc, selon une étude du CNRS s'appuyant sur une série de données couvrant la période 1971-2000. En 2020, Météo-France publie une typologie des climats de la France métropolitaine dans laquelle la commune est exposée à un climat océanique et est dans la région climatique  Bretagne orientale et méridionale, Pays nantais, Vendée, caractérisée par une faible pluviométrie en été et une bonne insolation. Parallèlement l'observatoire de l'environnement en Bretagne publie en 2020 un zonage climatique de la région Bretagne, s'appuyant sur des données de Météo-France de 2009. La commune est, selon ce zonage, dans la zone « Intérieur Est », avec des hivers frais, des étés chauds et des pluies modérées.  
Pour la période 1971-2000, la température annuelle moyenne est de 11,5 °C, avec une amplitude thermique annuelle de 12,3 °C. Le cumul annuel moyen de précipitations est de 751 mm, avec 12,4 jours de précipitations en janvier et 7 jours en juillet. Pour la période 1991-2020, la température moyenne annuelle observée sur la station météorologique la plus proche, située sur la commune du Quiou à 14 km à vol d'oiseau, est de 11,6 °C et le cumul annuel moyen de précipitations est de 757,4 mm,. Pour l'avenir, les paramètres climatiques de la commune estimés pour 2050 selon différents scénarios d'émission de gaz à effet de serre sont consultables sur un site dédié publié par Météo-France en novembre 2022.

## Urbanisme

### Typologie
Au 1er janvier 2024, La Chapelle-aux-Filtzméens est catégorisée commune rurale à habitat dispersé, selon la nouvelle grille communale de densité à sept niveaux définie par l'Insee en 2022.
Elle est située hors unité urbaine. Par ailleurs la commune fait partie de l'aire d'attraction de Rennes, dont elle est une commune de la couronne,. Cette aire, qui regroupe 183 communes, est catégorisée dans les aires de 700 000 habitants ou plus (hors Paris),.

### Occupation des sols
L'occupation des sols de la commune, telle qu'elle ressort de la base de données européenne d'occupation biophysique des sols Corine Land Cover (CLC), est marquée par l'importance des territoires agricoles (95,7 % en 2018), en diminution par rapport à 1990 (100 %). La répartition détaillée en 2018 est la suivante : 
zones agricoles hétérogènes (49,1 %), terres arables (27,4 %), prairies (19,3 %), zones urbanisées (4,3 %). L'évolution de l'occupation des sols de la commune et de ses infrastructures peut être observée sur les différentes représentations cartographiques du territoire : la carte de Cassini (XVIIIe siècle), la carte d'état-major (1820-1866) et les cartes ou photos aériennes de l'IGN pour la période actuelle (1950 à aujourd'hui).

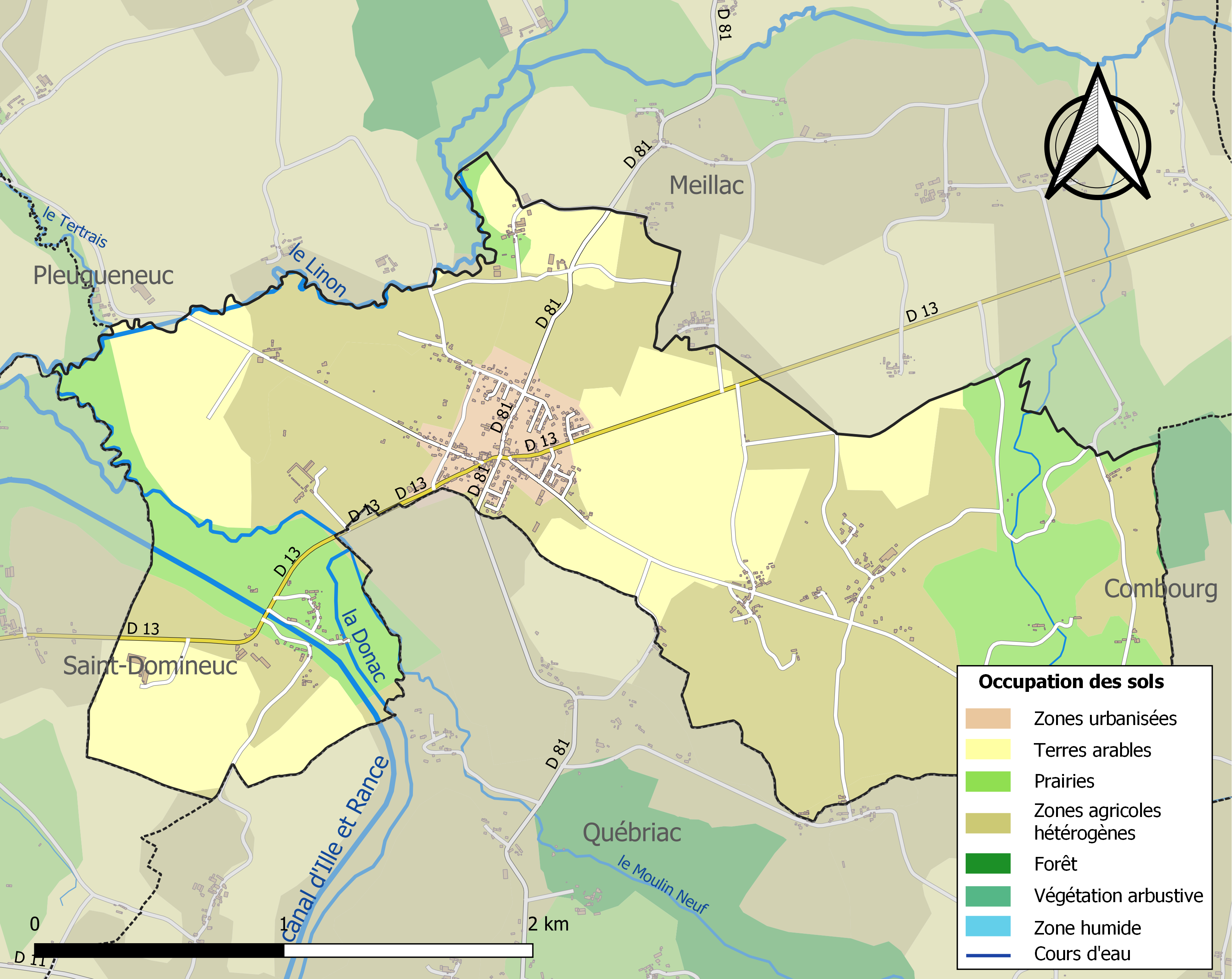
Carte des infrastructures et de l'occupation des sols de la commune en 2018 (CLC).

## Toponymie
Le nom français de la commune (et seule forme officielle) est La Chapelle-aux-Filtzméens depuis le 19 janvier 1985 ; avant cette date elle était La Chapelle-aux-Filzméens, sans -t-. Le nom de la commune en gallo est La Chapèll-ez-Fius-Men ou La Chapèl é Fismin selon l'orthographe utilisée, prononcé [laʃapɛlefismɛ̃]. Le nom en breton est Chapel-Hilveven.
Le nom de la localité est attesté sous les formes Capella filii Meni au XIVe siècle, Capella de Filmen en 1516. Elle fait référence à une chapelle primitive, fondée par des disciples de Saint-Méen, (les Fils de Méen), ou à des moines s'en réclamant. L'ajout du -t- en 1985 n'est pas étymologique, puisque l'adjonction -aux-Fil(t)zméens renvoie à un fils de saint Méen.[réf. nécessaire]
Le gentilé est Capelle-Filismontin.

## Histoire
Jusqu'au XVIIe siècle, La Chapelle-aux-Filzméens était une trève de Meillac qui faisait partie du doyenné de Dol relevant de l'évêché de Dol et était sous le vocable de saint Joseph.
Le bourg pourrait avoir vu le jour grâce à la création d'un prieuré par des moines itinérants venus de Saint-Méen. Ce prieuré appartient ensuite aux chanoines réguliers de Montfort.
En 1632, la localité est érigée en paroisse. Sous la Révolution, en 1790, elle est érigée en commune.

## Politique et administration

### Rattachements administratifs et électoraux
La Chapelle-aux-Filtzméens appartient à l'arrondissement de Saint-Malo et au canton de Combourg depuis le redécoupage cantonal de 2014. Avant cette date, elle faisait partie du canton de Tinténiac.
Pour l'élection des députés, la commune fait partie de la troisième circonscription d'Ille-et-Vilaine, représentée depuis février 2020 par Claudia Rouaux (PS-NFP). Auparavant, elle a successivement appartenu à la circonscription de Saint-Malo (Second Empire), la 2e circonscription de Saint-Malo (IIIe République), la 6e circonscription (1958-1986) et la 2e circonscription (1988-2012).

### Intercommunalité
Depuis le 6 décembre 1995, La Chapelle-aux-Filtzméens appartient à la communauté de communes Bretagne Romantique et en est le siège. Cette intercommunalité a succédé à l'association pour le développement économique du Combournais puis au SIVOM des cantons de Combourg, Tinténiac et Pleine-Fougères, fondé en décembre 1979, auquel appartenait la commune.

### Administration municipale
Le nombre d'habitants au dernier recensement étant compris entre 500 et 1 499, le nombre de membres du conseil municipal est de 15.

### Liste des maires
| Période                                  | Période                    | Identité            | Étiquette | Qualité                         |
| ---------------------------------------- | -------------------------- | ------------------- | --------- | ------------------------------- |
| Maire en 1940                            | ?                          | M. Horvais          |           | Conseiller d'arrondissement     |
| 10 septembre 1943                        | août 1957 (décès)          | Léon Lemur          |           | Agriculteur                     |
| 1957                                     | juin 1967 (décès)          | Marcel Briot        |           |                                 |
| 1967                                     | septembre 1993 (démission) | Émile Aubry         | PS        | Retraité de la Marine nationale |
| septembre 1993                           | 15 mars 2008               | Alain Briot         | PS        | Retraité                        |
| 15 mars 2008                             | 3 avril 2019 (démission)   | Erwan Hercouët      | SE        | Agent SNCF                      |
| 31 mai 2019                              | 25 mai 2020                | Stéphane Lavrilloux | SE        | Représentant de commerce        |
| 25 mai 2020                              | En cours                   | Benoît Viart        |           | Architecte                      |
| Les données manquantes sont à compléter. |                            |                     |           |                                 |

## Démographie
L'évolution du nombre d'habitants est connue à travers les recensements de la population effectués dans la commune depuis 1793. Pour les communes de moins de 10 000 habitants, une enquête de recensement portant sur toute la population est réalisée tous les cinq ans, les populations de référence des années intermédiaires étant quant à elles estimées par interpolation ou extrapolation. Pour la commune, le premier recensement exhaustif entrant dans le cadre du nouveau dispositif a été réalisé en 2006.
En 2022, la commune comptait 825 habitants, en évolution de +0,36 % par rapport à 2016 (Ille-et-Vilaine : +5,46 %, France hors Mayotte : +2,11 %).
| 1793 | 1800 | 1806 | 1821 | 1831 | 1836 | 1841 | 1846 | 1851 |
| ---- | ---- | ---- | ---- | ---- | ---- | ---- | ---- | ---- |
| 450  | 512  | 486  | 513  | 525  | 567  | 585  | 566  | 587  |

| 1856 | 1861 | 1866 | 1872 | 1876 | 1881 | 1886 | 1891 | 1896 |
| ---- | ---- | ---- | ---- | ---- | ---- | ---- | ---- | ---- |
| 580  | 580  | 584  | 600  | 595  | 609  | 612  | 602  | 567  |

| 1901 | 1906 | 1911 | 1921 | 1926 | 1931 | 1936 | 1946 | 1954 |
| ---- | ---- | ---- | ---- | ---- | ---- | ---- | ---- | ---- |
| 520  | 522  | 487  | 455  | 433  | 403  | 380  | 413  | 408  |

| 1962 | 1968 | 1975 | 1982 | 1990 | 1999 | 2006 | 2011 | 2016 |
| ---- | ---- | ---- | ---- | ---- | ---- | ---- | ---- | ---- |
| 365  | 358  | 302  | 297  | 314  | 382  | 567  | 802  | 822  |

| 2021 | 2022 | - | - | - | - | - | - | - |
| ---- | ---- | - | - | - | - | - | - | - |
| 822  | 825  | - | - | - | - | - | - | - |

## Lieux et monuments

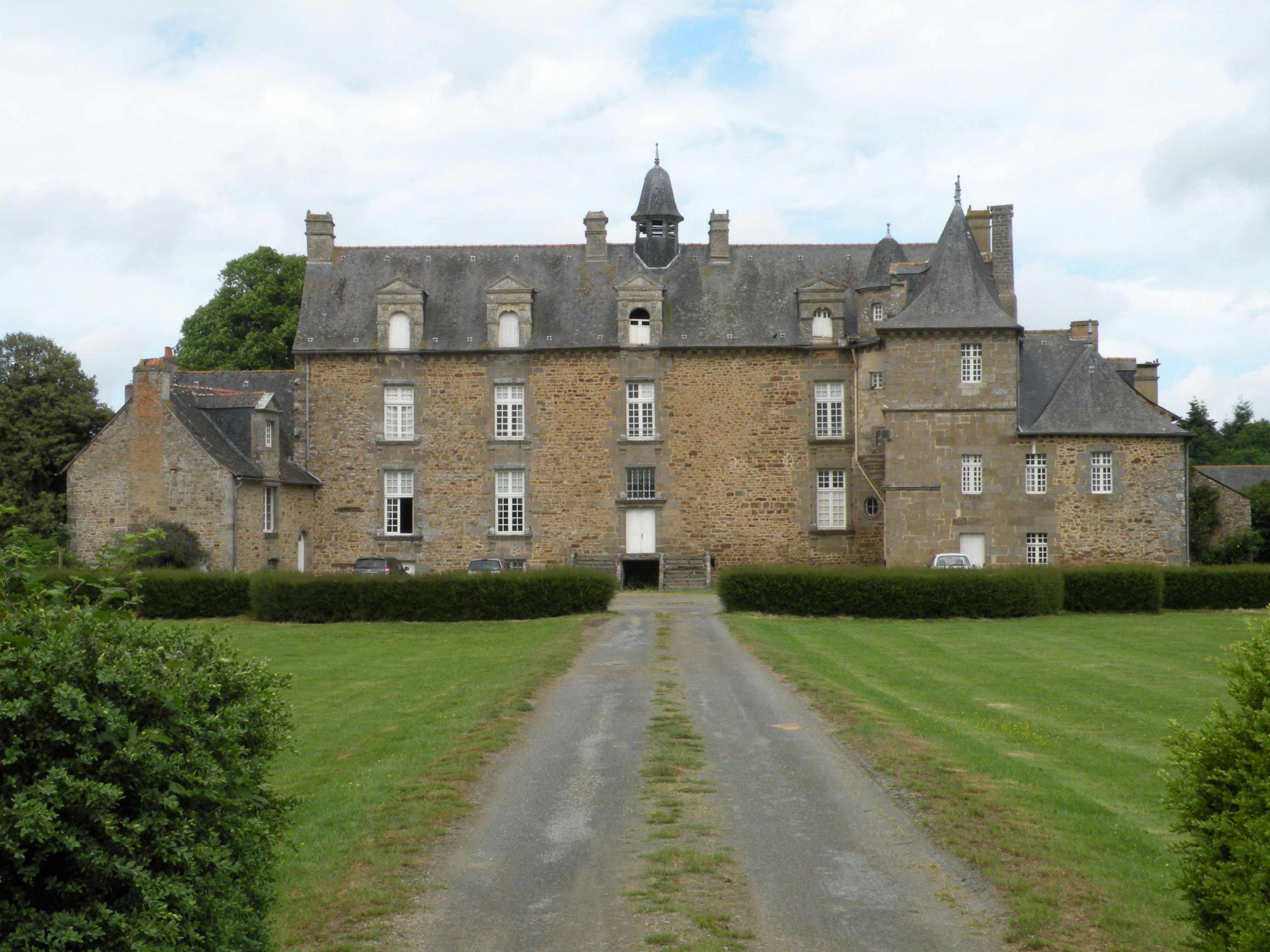
Le château.

- Le château du Logis, datant du XVIIe siècle et remanié au XVIIIe, est inscrit monument historique par arrêté du 19 septembre 2013[34].
- Église paroissiale Saint-Joseph (XVIIe siècle), clocher reconstruit en 1902 sur des plans d'Arthur Regnault[35].